# Royal Greenland

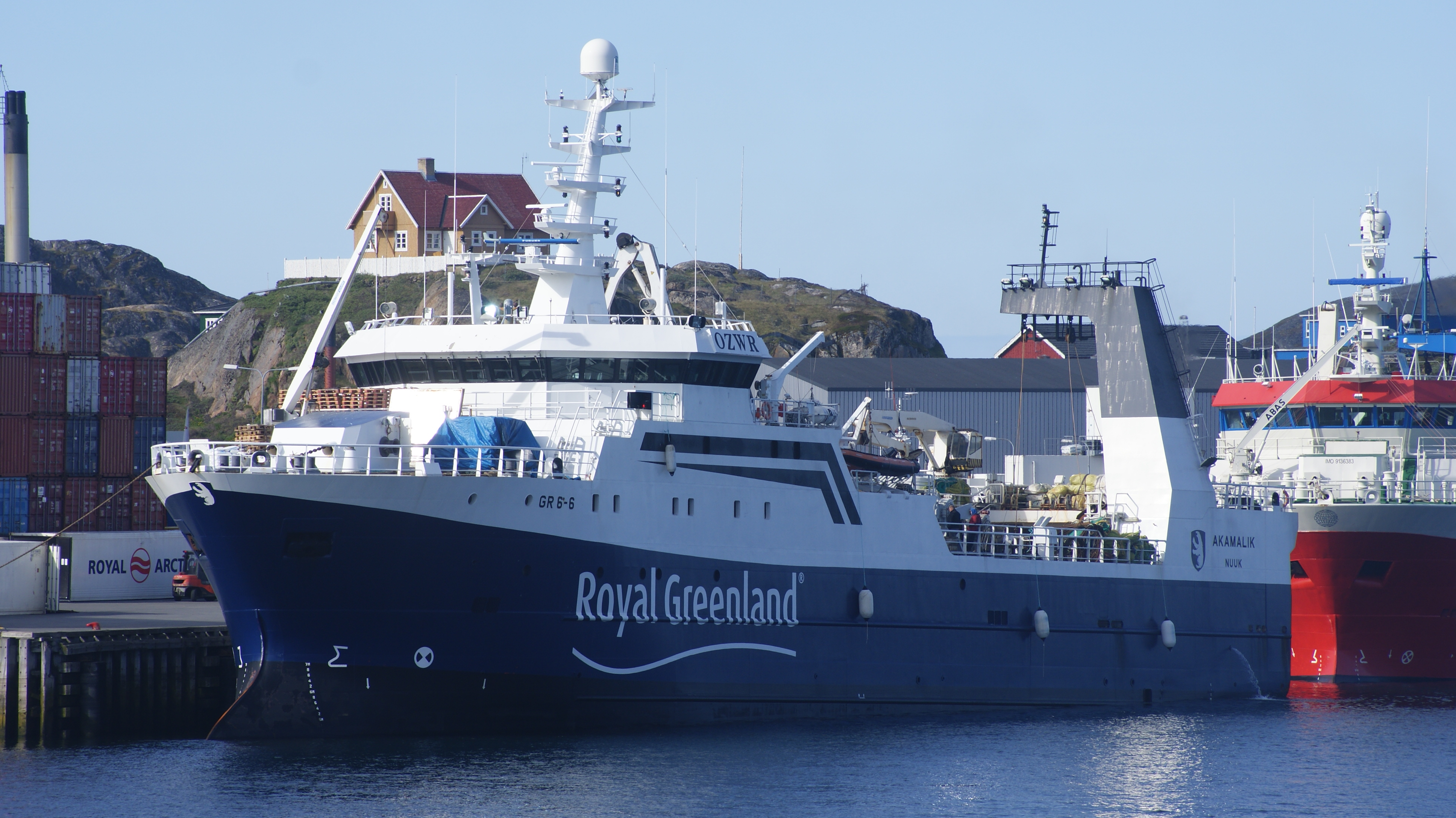
HDMS Akamalik, um barco de pesca da Royal Greenland, ancorado em Sisimiut.

Royal Greenland A/S é uma companhia de pesca, "desmembrada" de Kalaallit Niuerfiat em 1990. A sua sede fica em Nuuk.